# Mamagama
Mamagama — азербайджанський музичний гурт, створений у 2021 році в Баку. До складу колективу входять вокаліст Асаф Мішиєв, гітарист Хасан Гейдар і барабанщик Аліф Іманов. Гурт вирізняється поєднанням року, попмузики та елементів традиційної азербайджанської музики. Mamagama представлятиме Азербайджан на Пісенному конкурсі Євробачення 2025 з піснею «Run with U».

## Історія
Гурт Mamagama виник у 2021 році в Баку. До складу входять вокаліст Асаф Мішиєв, гітарист Хасан Гейдар і барабанщик Аліф Іманов. Усі учасники мають попередній досвід участі в різних музичних колективах, а сам гурт швидко здобув визнання завдяки виступам на міжнародних фестивалях.
Вокаліст гурту Асаф Мішиєв брав участь у російській версії The Voice у 2020 році, де дійшов до нокаут-раунду в команді Поліни Гагаріної.
2022 року Mamagama виступили на албанському фестивалі Kënga Magjike, де здобули першу премію в категорії «Міжнародні виконавці» з піснею «Dreamer». Того ж року гурт подав заявку на участь у Євробаченні 2023 від Азербайджану та потрапив до п'ятірки фіналістів відбору, проте Іджтімай Телевізія (İTV) надала перевагу дуету TuralTuranX.
4 лютого 2025 року İTV оголосила, що Mamagama були обрані внутрішнім відбором представниками Азербайджану на Євробаченні 2025 у Базелі, Швейцарія. Їхня конкурсна пісня «Run with U» була презентована 19 лютого 2025 року.

## Музика і стиль
Mamagama поєднують традиційні музичні елементи з сучасними жанрами, зокрема інді-попом та альтернативним роком, створюючи унікальне та динамічне звучання. Їхній стиль вирізняється сміливими аранжуваннями, поєднанням східних мотивів із західними музичними традиціями та експресивним вокалом.
Цю музичну палітру збагачує культурне походження фронтмена гурту — Асафа Мішиєва, який належить до гірських євреїв. Під впливом таких єврейських артистів, як Боб Ділан і Емі Вайнгауз, а також національної музичної спадщини Азербайджану, Мішиєв надає творчості гурту глибини та емоційного забарвлення.

## Учасники
Поточний склад
- Асаф Мішиєв (азерб. Asəf Mişiyev) — вокал
- Хасан Гейдар (азерб. Həsən Heydər) — гітара
- Аліф Іманов (азерб. Arif İmanov) — ударні

Колишні учасники
- Роман Зілянев — гітара
- Клім Гудін — ударні

## Дискографія

### Сингли
- «My Medicine» (2022)
- «Sleep» (2022)
- «Dreamer» (2022)
- «River» (2023)
- «This Is for You» (2023)
- «Run With U» (2025)